# Ed Komarnicki
Ed Komarnicki (né le 18 novembre 1949 à Cudworth, Saskatchewan) est un homme politique canadien

## Biographie
Il a été député à la Chambre des communes du Canada, représentant la circonscription saskatchewanaise de Souris—Moose Mountain de 2004 à 2015 sous la bannière du Parti conservateur du Canada. Il a battu l'ancien premier ministre saskatchewanais Grant Devine, qui s'est présenté comme candidat indépendant, par plus de 3000 voix. Komarnicki a été réélu en 2006 et a été Secrétaire parlementaire du ministre de la Citoyenneté et de l'Immigration. Dans l'opposition il a été porte-parole en matière de Travail et Logement.
Il ne s'est pas représenté lors des élections générales de 2015.